# Diamond (cràter)
Diamond és un cràter sobre la superfície de (2867) Šteins, situat amb el sistema de coordenades planetocèntriques -54.6 ° de latitud nord i 13.4 ° de longitud est. Fa un diàmetre de 2.1 km. El nom va ser fet oficial per la UAI el nou de maig de 2012 i fa referència al diamant, una forma al·lotròpica de carboni. El més dur dels minerals.